# آن اسکلی
ان اسکلی (متولد ۶ دسامبر ۱۹۹۶) یک بازیگر ایرلندی است که در بوسیدن کندیس، سنگ قرمز، طغیان و زنان کوچک حضور داشته است. در سال ۲۰۱۸، او برای بازی در بوسیدن کندیس، نامزد جایزه فیلم و تلویزیون ایرلند در بخش بهترین بازیگر زن شد. 

## کودکی و تحصیلات
اسکلی در دابلین به دنیا آمد و در کودکی با خانواده به شهرستان وکسفورد رفت. او به کولیست براید در انیسکورتی رفت و در سال آخر متوسطه، در خانه درس خواند. او در نوجوانی در کلاس های بازیگری آکادمی فیلم ایرلند شرکت کرد.  بعدها در آکادمی بو استریت آموزش دید و در سال ۲۰۱۷ فارغ النحصیل شد. 

## فیلم شناسی

### تلویزیون
| سال         | عنوان         | نقش        | نکته     |
| ----------- | ------------- | ---------- | -------- |
| ۲۰۱۵–تاکنون | سنگ قرمز      | ریچل رید   | نقش اصلی |
| ۲۰۱۶        | طغیان         | بیدی لمبرت |          |
| ۲۰۱۷        | زمین بازی     | هانا بیلور |          |
| ۲۰۱۷        | زنان کوچک     | انی موفت   |          |
| ۲۰۱۸        | مرگ و بلبل ها | بث وینترز  | نقش اصلی |
| ۲۰۲۱        | هرگزها        | پننس ادیر  | نقش اصلی |

### فیلم
| سال  | عنوان        | نقش   | نکته |
| ---- | ------------ | ----- | ---- |
| ۲۰۱۷ | بوسیدن کندیس | کندیس |      |